# Epicyme
Epicyme là một chi bướm đêm thuộc họ Geometridae.

## Các loài
Các loài trong chi này bao gồm:
- Epicyme rubropunctaria (Doubleday, 1843)